# Ralf Baumeister
Ralf Baumeister (* 1961 in Schwabach) ist ein deutscher Professor für Bioinformatik und Molekulargenetik.

## Leben
Baumeister absolvierte 1980 das Abitur am Adam-Kraft-Gymnasium Schwabach. Danach studierte er Biologie an der Universität Erlangen, wo er mit dem Diplom abschloss und danach seine Promotionsstudium mit einer Arbeit über "Molekulare Mechanismen der Regulation von Tetrazyklinresistenzdeterminanten" beendete, mit der er 1992 promoviert wurde.
Nach Forschungsaufenthalten in Stockholm und Berlin war Baumeister von 1992 bis 1995 an der Harvard Medical School in Boston, USA. Von 1995 bis 2000 war er Gruppenleiter am Genzentrum München und gründete parallel dazu 1999 zusammen mit Karl-Heinz Tovar die inzwischen insolvente Biotech-Firma EleGene AG in Martinsried.
Von 2000 bis 2003 war er Professor für Stoffwechselbiochemie am Adolf-Butenandt-Institut der Medizinischen Fakultät der Ludwig-Maximilians-Universität München. Seit 2003 hat er eine Professur als Nachfolger von Rainer Hertel an der Albert-Ludwigs-Universität Freiburg inne und ist dort seit 2005 Direktor des Zentrums für Biosystemanalyse.

## Forschung
Forschungsinteressen: Entwicklung von Caenorhabditis-elegans-Tiermodellen für Gen-Funktionsanalysen, Schwerpunkt neurodegenerative Erkrankungen (Alzheimer-Krankheit, Morbus Parkinson, Hörverlust) und genetische Regulation des Alterns.

## Auszeichnungen
- Promotionsstipendiat des Freistaats Bayern
- Promotionspreis VAAM 1993,
- Philip Morris Forschungspreis 2001,
- Familie Hansen-Preis 2002 (BAYER AG) für Alzheimerforschung.
- Wissenschaftlicher Beirat der Stiftung NCL (National Contest for Life)

## Schriften
- Molekulare Mechanismen der Regulation von Tetrazyklinresistenzdeterminanten. Hochschulschrift  Erlangen, Nürnberg, Univ., Diss., 110 S. 1992